# کریستال کولا
کریستال کولا (به انگلیسی: Kristal Kola) شرکت نوشیدنی ترکیه‌ای است، که در زمینه تولید نوشابه، نوشابه انرژی‌زا، آب‌میوه و آب معدنی فعالیت می‌کند.
شرکت کریستال کولا در سال ۱۹۹۶ تأسیس شد و در حال حاضر مالک برند کولا در ترکیه می‌باشد و محصولات خود را در کشورهای بریتانیا، آلمان، دانمارک، سوئد، سنگال، ساحل عاج، مالی، عراق، جمهوری آذربایجان و جمهوری ترک قبرس شمالی عرضه می‌کند.
دفتر مرکزی این شرکت در شهر استانبول، ترکیه قرار دارد و بخشی از سهام آن در بازار بورس استانبول معامله می‌شود. ایهلاس هولدینگ سهام‌دار اصلی کریستال کولا می‌باشد.